# John O'Neil
John Thomas O'Neil (Faulkton, Dakota del Sud, 4 d'octubre de 1898 - Los Angeles, Califòrnia, 25 de març de 1995) va ser un jugador de rugbi a 15 estatunidenc que va competir a començaments del segle xx.
El 1920 va ser seleccionat per jugar amb la selecció dels Estats Units de rugbi a 15 que va prendre part en els Jocs Olímpics d'Anvers, on guanyà la medalla d'or. Quatre anys més tard, als Jocs de París, tornà a guanyar la medalla d'or en la competició de rugbi.